# Петар Јавор
Петар Јавор (Крњеуша код Петровца, 17. октобар 1934 — Загреб, 10. децембар 2022) био је југословенски и хрватски математичар, сликар и универзитетски професор.

## Животопис
Петар Јавор је рођен 17. октобра 1934. године у Крњеуши код Петровца. Основну школу је завршио у Сухопољу код Вировитице. Потом уписује гимназију и школује се у Осијеку, Славонској Пожеги и Бјеловару. Гимназију у Бјеловару завршио је 1952. године. Дипломирао је математику на Природно-математичком факултету Свеучилишта у Загребу, гдје је магистрирао и докторирао. Радио је на Електро-техничком факултету и у Заводу за примијењену математику у Загребу. Бавио се и сликарством.
Умро је 10. децембра 2022. године у Загребу.

## Стручна и научна каријера
Гимназију је похађао у Осијеку, Славонској Пожеги и Бјеловару. Завршио је Гимназију у Бјеловару 1952. године. Дипломирао је математику на Природно-математичком факултету Свеучилишта у Загребу. На истом факултету је магистрирао и докторирао. Радио је на Електро-техничком факултету и у Заводу за примијењену математику у Загребу. Био је дугогодишњи доцент математике и шеф Завода за примијењену математику у Загребу. Пензионисан је 2000. године. На овим институцијама наставио је радити и након пензионисања. Аутор је више стручних публикација, квалитетних средњошколских и стандардних универзитетских уџбеника и збирки задатака из математичке анализе. Био је рецензент и стручни консултант при изради стручних публикација и уџбеника.

## Умјетничка дјелатност
Поред математике, Петар Јавор се бавио и сликарством. Сликао је портрете и пејзаже, углавном на папиру. Сликао је различитим техникама. Највише су то суви пастел, гваш и акрил, али и цртеж фломастером. Излагао је на више од 10 изложаба. Првенствено се ради о групним изложбама. Учесник је и ликовних колонија.

## Изабране изложбе
- Наставници ФЕР-у за Божић 1998, Галерија Факултета електротехнике и рачунарства, Загреб, 1998.[5]
- Дјелатници ФЕР-у за Божић 1999, Галерија Факултета електротехнике и рачунарства, Загреб, 1999.[5][19]
- Дјелатници ФЕР-у за Божић 2000, Галерија Факултета електротехнике и рачунарства, Загреб, 2000.[20]
- Дјелатници ФЕР-у за Божић 2001, Галерија Факултета електротехнике и рачунарства, Загреб, 2001.[21]
- Изложене слике сталног постава Галерије ФЕР, Галерија Факултета електротехнике и рачунарства, Загреб, 2002.[22]
- Дјелатници ФЕР-у за Божић 2002, Галерија Факултета електротехнике и рачунарства, Загреб, 2002.[23]
- ФЕР-у за Божић 2003, Галерија Факултета електротехнике и рачунарства, Загреб, 2003.[24]
- ФЕР-у за Божић 2004, Галерија Факултета електротехнике и рачунарства, Загреб, 2004.[25]
- ФЕР-у за Божић 2005, Галерија Факултета електротехнике и рачунарства, Загреб, 2005.[26]
- ФЕР-у за Божић 2006, Галерија Факултета електротехнике и рачунарства, Загреб, 2006.[9]
- ФЕР-у за Божић 2007, Галерија Факултета електротехнике и рачунарства, Загреб, 2007.[27]
- 10 година Галерије ФЕР, Галерија Факултета електротехнике и рачунарства, Загреб, 2008.[28]
- Мисли и погледи, Галерија Факултета електротехнике и рачунарства, Загреб, 2009.[29]
- ФЕР-у за Божић 2009, Галерија Факултета електротехнике и рачунарства, Загреб, 2009.[8]